# Максимов, Николай Григорьевич
Николай Григорьевич Максимов (9 мая 1930, Витово, Ленинградская область, РСФСР  — 9 сентября 2016, Нововоронеж, Воронежская область, Российская Федерация) — советский передовик производства, слесарь-монтажник, бригадир слесарей цеха Нововоронежской АЭС, Герой Социалистического Труда (1971).

## Биография
Родился в крестьянской семье.
В 1945 году окончил школу и поступил в Ленинградское ремесленное училище, по окончании которого в 1947 году получил квалификацию слесаря-монтажника. В 1947 году начал работать в Монтажном управлении треста «Центрсантехмонтаж».
В 1948 году был командирован в составе 11-го Монтажного управления треста «Союзпроммонтаж» в город Челябинск-40 на комбинат «Маяк», где начал работать слесарем-монтажником реакторных установок, принимал участие в монтаже реакторов, монтаже систем охлаждения реакторов и других технологических систем на заводах № 20, 25 и 37.
В 1952 году был переведен на завод № 24 комбината «Маяк» оператором, а позднее — бригадиром операторов центрального зала. В этот период с его участием на заводе была успешно решена проблема перегрева и разрушения защитной оболочки отдельных рабочих блочков. В смену бригада выполняла до восьми операций. За добросовестный труд неоднократно награждался почетными грамотами и ценными подарками (был награждён именным фотоаппаратом).
В 1962 году переведен в Монтажное управление треста «Центрэнергомонтаж» на строительство Нововоронежской АЭС. Участвовал в монтаже, пуске и эксплуатации всех пяти блоков атомной электростанции. (А всего принимал участие в пуске девяти блоков АЭС.).
Автор 92 рационализаторских предложений, из них внедрено — 83, в том числе «Телескопический захват для дистанционной транспортировки отработанных топливных кассет».
Как высококвалифицированный специалист в 1976—1979 годах принимал участие в пуске АЭС в Финляндии.

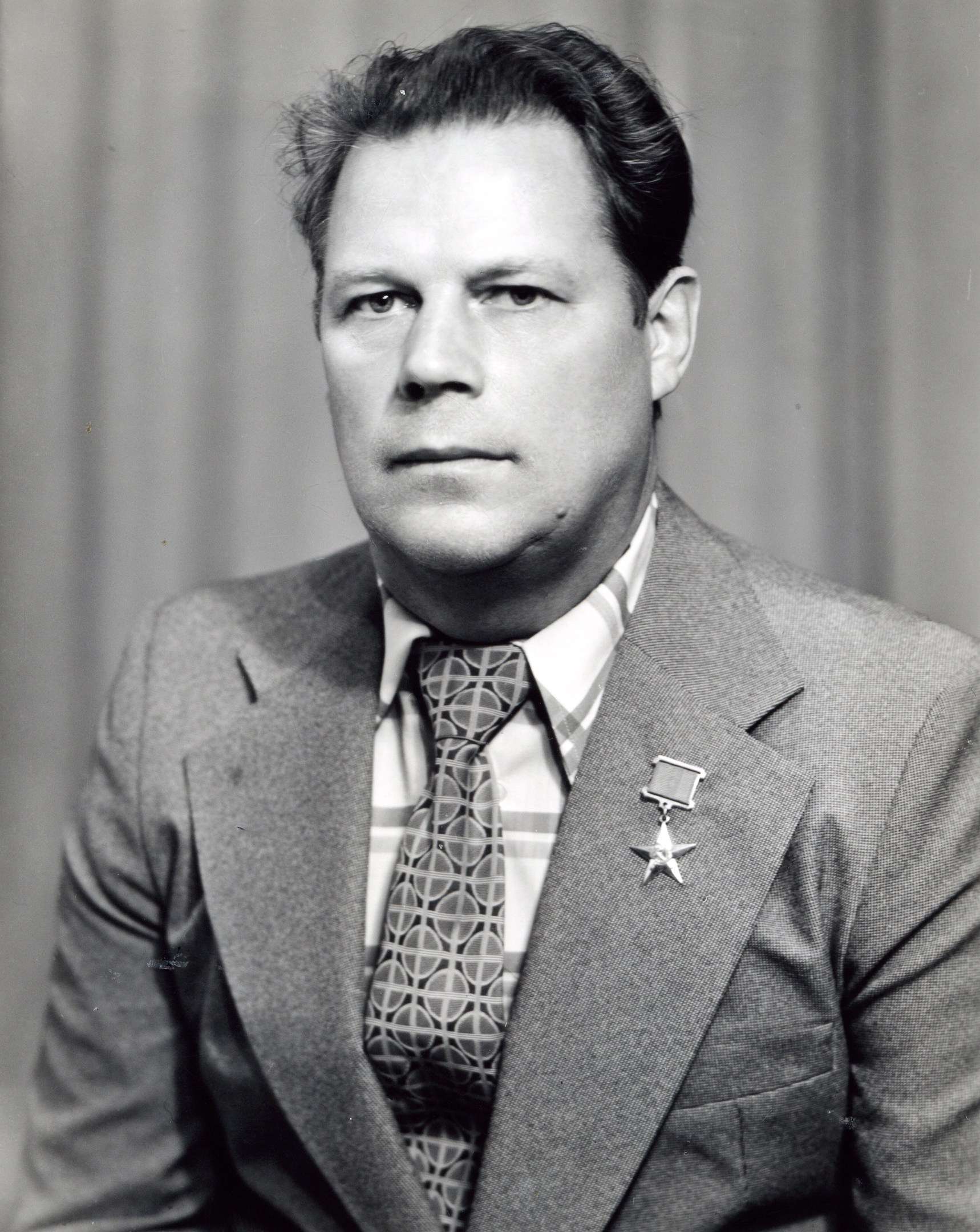
Николай Григорьевич Максимов

С 1990 года на пенсии.

## Награды и звания
- Орден Ленина (1966) — за высокие производственные показатели
- Герой Социалистического Труда (1971) — за особые заслуги в выполнении заданий пятилетнего плана по развитию энергетики страны
- Орден Ленина (1971)
- Медаль «Серп и Молот» (1971)